# Тилианские анналы
Тилиа́нские анна́лы (лат. Annales Tiliani) — раннесредневековые анонимные латиноязычные анналы, описывающие историю Франкского государства с 708 по 807 год. Названы по имени библиофила Жана де Тильта (лат. Johannes Tilius), первого известного владельца рукописи с этими анналами.

## Описание
Рукопись, содержащая «Тилианские анналы», до нашего времени не сохранилась, однако с неё в конце XVI века была сделана копия, послужившая основой для всех последующих изданий этого исторического источника. Своё название анналы получили только при их втором издании, осуществлённом в 1744 году.
«Тилианские анналы», вместе с «Анналами святого Аманда», «Анналами Петау» и «Лоббскими анналами», входят в группу франкских анналов, связанных своим происхождением с одним из монастырей, находившихся на территории современной Бельгии. «Тилианские анналы» — наименее информативные из всех анналов этой группы: в своей ранней части (708—737 годы) они полностью копируют «Анналы святого Аманда», а затем являются значительно сокращённой версией «Анналов королевства франков».

## Издания
- На латинском языке: Annales Tiliani. — Monumenta Germaniae Historica SS. — Hannover: Impensis Bibliopolii Avlici Hahniani, 1826. — P. 6—8, 219—224. — 660 p.
- На русском языке: Тилианские анналы. Восточная литература. — перевод по изданию в MGH 1826 года. Дата обращения: 23 февраля 2011.